# Frank Ordenewitz
Frank Ordenewitz (Bad Fallingbostel, 25 de marzo de 1965) es un exfutbolista alemán que jugó como delantero y fue internacional por la selección alemana.

## Biografía
Ordenewitz nació en Dorfmark, un pueblo adscrito a la localidad de Bad Fallingbostel (Baja Sajonia). Debutó como juvenil en las filas del TSV Dorfmark y en 1983 firmó su primer contrato profesional con el Werder Bremen. En sus dos primeras temporadas alternó el primer equipo con el filial, y en 1985 asumió la titularidad. A mitad de la temporada 1988-89 fue traspasado al 1. FC Köln, en el que permaneció como delantero de referencia hasta el final de la campaña 1992-93.
En verano de 1993 el jugador fichó por el JEF United, un equipo de la recién creada J. League japonesa en el que se encontraba su compatriota Pierre Littbarski. En su primer año anotó siete goles y en la temporada 1994 fue el máximo realizador del campeonato, con 30 goles en 43 partidos. Gracias a esta actuación regresó a la Bundesliga para jugar en el Hamburgo SV, pero al cabo de temporada y media no tuvo oportunidades y regresó a Japón para jugar en el Brummell Sendai, con el que hizo 20 goles en 28 partidos. Se retiró como profesional en la temporada 1997-98, en las filas del VfB Oldenburg de la Regionalliga, aunque continuó jugando en clubes amateur durante años.
En su carrera, destacó también un Premio Fair Play de la FIFA de 1988 por decir en un partido al árbitro que había tocado el balón con la mano en una situación sancionable con tiro penal.

## Selección nacional
Ordenewitz fue internacional por la selección de fútbol de Alemania Occidental en dos ocasiones, en las que no marcó ningún gol. 
Sus únicas convocatorias fueron bajo las órdenes del seleccionador Franz Beckenbauer, para dos partidos amistosos en una gira sudamericana: el 12 de diciembre de 1987 frente a Brasil en Maracaná (1:1), y el 16 de diciembre ante Argentina en el Estadio Antonio Vespucio Liberti (1:0). En el primer encuentro empezó como suplente y en el segundo fue titular.

## Trayectoria
| Club            | País     | Año         |
| --------------- | -------- | ----------- |
| Werder Bremen   | Alemania | 1983 - 1989 |
| 1. FC Köln      | Alemania | 1989 - 1993 |
| JEF United      | Japón    | 1993 - 1994 |
| Hamburgo SV     | Alemania | 1994 - 1996 |
| Brummell Sendai | Japón    | 1996        |
| VfB Oldenburg   | Alemania | 1997 - 1998 |

## Palmarés

### Distinciones individuales
| Distinción                      | Año  |
| ------------------------------- | ---- |
| Premio Fair Play de la FIFA     | 1988 |
| Máximo goleador de la J. League | 1994 |